# ホモ・ルドルフエンシス
ホモ・ルドルフエンシス（エを小文字カタカナにしてホモ・ルドルフェンシスとも） (Homo rudolfensis) は、1972年に人類学者リチャード・リーキー (Richard Leakey) と妻の動物学者ミーブ・リーキー (Meave Leakey) が率いた探検隊のメンバーだったバーナード・ンゲネオ (Bernard Ngeneo) が、ケニアのトゥルカナ湖東岸で発見した化石人類の一種である。ホモ・ルドルフエンシスという学名は、発見されたKNM 1470番頭蓋 (KNM ER 1470)という頭蓋骨の化石に対する学名として1986年にV. P. Alexeevにより提唱された。Skull 1470は約190万年前のものだと推定されている。
もともとはホモ・ハビリスと同一だとされてきたが、この種に関しては多くの論争があった。ホモ・ハビリスと鑑定された当時は、この頭蓋骨は約300万年前のものだと誤って推定されていた。しかしこの鑑定によると、ホモ・ハビリスがアウストラロピテクス属の全ての種よりも前に存在したことになってしまうなど、矛盾をはらんでいた。
またホモ・ハビリスの頭蓋骨とは明らかに異なり、ホモ・ルドフエンシスという別の種であると推定された。ホモ・ルドフエンシスやホモ・ハビリスがその後のヒト属の直接の祖先となっているかはまだ明らかになっていない。
ホモ・ハビリスの時と同じように、ホモ・ルドルフエンシスについても、これをヒト属に入れるか否かで激しい論争があった。頭部以外の確かな化石は全く発見されていないにもかかわらず、ホモ・ルドフエンシスも長い距離を歩くための小さな尻、機能的な発汗機能、狭い産道、腕より長い脚、大きな白目、少ない体毛など後のヒト属が持つ多くの特徴を欠いていると推定された。多くの科学者は大きな脳と二足歩行を除いて、サルに近かったと考えている。
本種は現在一属一種として分類されているケニアントロプス属ケニアントロプス・プラティオプスとの連続性が指摘されており、その点もヒト属として本種を認める事に慎重な意見を生んでいる可能性がある。
2007年3月、ニューヨーク大学の人類学者Timothy Bromageの率いるチームがKNM-ER 1470の頭蓋骨の再構成に成功した。頭蓋の形はかなりサルに近く、推定される脳の容積も752ccから526ccに減少した。Timothy Bromageは、彼らの行った再構成では、頭蓋骨の発見当時には知られていなかった生物学的な原理が用いられており、目、耳、口の相互の位置関係などはかなり正確になったと述べている。